# Carl Frølich-Hanssen
Carl Frølich-Hanssen (8 gennaio 1883 – 6 gennaio 1960) è stato un dirigente sportivo e calciatore norvegese, di ruolo attaccante.

## Carriera

### Giocatore

#### Club
Frølich-Hanssen vestì la maglia del Mercantile.

#### Nazionale
Disputò una partita per la Norvegia, precisamente la seconda della storia della Nazionale: l'11 settembre 1910, infatti, giocò nella sconfitta per 0-4 contro la Svezia.

### Dopo il ritiro
Frølich-Hanssen fu presidente della Norges Fotballforbund dal 1908 al 1909 prima e dal 1914 al 1915 poi.